# Bernard Howard, XII duca di Norfolk
Bernard Edward Howard, XII duca di Norfolk (21 novembre 1765 – 16 marzo 1842), è stato un nobile inglese.

## Biografia

### Infanzia
Bernard era figlio di Henry Howard (1713–1787), discendente di Henry Howard, XXII conte di Arundel), e di Juliana Molyneux (1749–1808).

### Matrimonio
Sposò, il 23 aprile 1789, Lady Elizabeth Belasyse (1770–1819), figlia di Henry Belasyse, II conte Fauconberg e di Charlotte Lamb. Ebbero un figlio.
La coppia divorziò cinque anni dopo, nel 1794.

### Duca di Norfolk
Bernard Howard succedette al titolo di Duca di Norfolk nel 1815 alla morte del suo lontano cugino Charles Howard, XI duca di Norfolk.
Ardente cattolico, come gran parte dei membri della sua famiglia, supportò fermamente l'emancipazione dei cattolici nella società inglese (anglicana) giungendo a tenere un banchetto festivo per l'approvazione del Roman Catholic Relief Act 1829.
Nel 1803 venne eletto membro onorario dell'American Academy of Arts and Sciences. Nel 1834, il Duca di Norfolk venne investito da re Guglielmo IV del Regno Unito dell'Ordine della Giarrettiera.

### Morte
Egli morì il 16 marzo 1842, all'età di 76 anni.

## Discendenza
Lord Bernard Howard ed Elizabeth Belasyse ebbero un figlio:
- Henry Howard, XIII duca di Norfolk (12 agosto 1791-18 febbraio 1856)[1]

## Ascendenza
|                                     |                                |                                     | Genitori                             |  |  | Nonni |  |  | Bisnonni       |  |  | Trisnonni                                                 |  |
|                                     |                                |                                     |                                      |  |  |       |  |  | Bernard Howard |  |  | Henry Howard, XXII conte di Arundel e II conte di Norfolk |  |
|                                     |                                |                                     |                                      |  |  |       |  |  | Bernard Howard |  |  | Henry Howard, XXII conte di Arundel e II conte di Norfolk |  |
|                                     |                                | Elizabeth Stewart                   |                                      |  |  |       |  |  | Bernard Howard |  |  |                                                           |  |
| Bernard Howard                      |                                |                                     |                                      |  |  |       |  |  | Bernard Howard |  |  |                                                           |  |
|                                     |                                | Catherine Tattershall               | George Tattershall                   |  |  |       |  |  |                |  |  |                                                           |  |
|                                     |                                | Catherine Tattershall               | George Tattershall                   |  |  |       |  |  |                |  |  |                                                           |  |
|                                     |                                | Catherine Tattershall               | Mary Astle                           |  |  |       |  |  |                |  |  |                                                           |  |
| Henry Howard                        |                                | Catherine Tattershall               |                                      |  |  |       |  |  |                |  |  |                                                           |  |
|                                     |                                | Christopher Roper, V barone Teynham | Christopher Roper, IV barone Teynham |  |  |       |  |  |                |  |  |                                                           |  |
|                                     |                                | Christopher Roper, V barone Teynham | Christopher Roper, IV barone Teynham |  |  |       |  |  |                |  |  |                                                           |  |
|                                     |                                | Christopher Roper, V barone Teynham | Philadelphia Knollys                 |  |  |       |  |  |                |  |  |                                                           |  |
| Anne Roper                          |                                | Christopher Roper, V barone Teynham |                                      |  |  |       |  |  |                |  |  |                                                           |  |
|                                     |                                | Elizabeth Browne                    | Francis Browne, III visconte Montagu |  |  |       |  |  |                |  |  |                                                           |  |
|                                     |                                | Elizabeth Browne                    | Francis Browne, III visconte Montagu |  |  |       |  |  |                |  |  |                                                           |  |
|                                     |                                | Elizabeth Browne                    | Elizabeth Somerset                   |  |  |       |  |  |                |  |  |                                                           |  |
| Bernard Howard, XII duca di Norfolk |                                | Elizabeth Browne                    |                                      |  |  |       |  |  |                |  |  |                                                           |  |
|                                     | Francis Molyneux, IV baronetto | John Molyneux, III baronetto        |                                      |  |  |       |  |  |                |  |  |                                                           |  |
|                                     | Francis Molyneux, IV baronetto | John Molyneux, III baronetto        |                                      |  |  |       |  |  |                |  |  |                                                           |  |
|                                     | Francis Molyneux, IV baronetto | Lucy Rigby                          |                                      |  |  |       |  |  |                |  |  |                                                           |  |
| William Molyneux, VI baronetto      | Francis Molyneux, IV baronetto |                                     |                                      |  |  |       |  |  |                |  |  |                                                           |  |
|                                     |                                | Diana Howe                          | John Grubham Howe                    |  |  |       |  |  |                |  |  |                                                           |  |
|                                     |                                | Diana Howe                          | John Grubham Howe                    |  |  |       |  |  |                |  |  |                                                           |  |
|                                     |                                | Diana Howe                          | Annabella Scrope                     |  |  |       |  |  |                |  |  |                                                           |  |
| Juliana Molyneux                    |                                | Diana Howe                          |                                      |  |  |       |  |  |                |  |  |                                                           |  |
|                                     |                                | William Challand                    | …                                    |  |  |       |  |  |                |  |  |                                                           |  |
|                                     |                                | William Challand                    | …                                    |  |  |       |  |  |                |  |  |                                                           |  |
|                                     |                                | William Challand                    | …                                    |  |  |       |  |  |                |  |  |                                                           |  |
| Anne Challand                       |                                | William Challand                    |                                      |  |  |       |  |  |                |  |  |                                                           |  |
|                                     |                                | Elizabeth                           | …                                    |  |  |       |  |  |                |  |  |                                                           |  |
|                                     |                                | Elizabeth                           | …                                    |  |  |       |  |  |                |  |  |                                                           |  |
|                                     |                                | Elizabeth                           | …                                    |  |  |       |  |  |                |  |  |                                                           |  |
|                                     |                                | Elizabeth                           |                                      |  |  |       |  |  |                |  |  |                                                           |  |